# Trevor Cadieu
 (mai 2022).
Le texte peut changer fréquemment, n’est peut-être pas à jour et peut manquer de recul. 
Le titre et la description de l'acte concerné reposent sur la qualification juridique retenue lors de la rédaction de l'article et peuvent évoluer en même temps que celle-ci.
Pour les articles homonymes, voir Cadieu.
Trevor John Cadieu, né au Saskatchewan, au Canada, est un officier général canadien. Il atteint le rang de lieutenant-général dans l'Armée canadienne et s'engage dans des affectations opérationnelles en Bosnie-Herzégovine, en Afghanistan et en Israël. En 2021, après avoir été directeur de l'État-major interarmées stratégique à partir de 2019, il estnommé futur commandant de l'Armée canadienne. Cependant, avant de prendre ses fonctions, il prend sa retraite à cause d'accusations le concernant à propos d'une affaire de nature sexuelle. En avril 2022, il se rend en Ukraine afin de combattre du côté ukrainien contre l'invasion de l'Ukraine par la Russie. Il revient au Canada en juin 2022.

## Carrière

### Forces armées canadiennes
Cadieu est né dans la province de la Saskatchewan et a été élevé à Vernon, en Colombie-Britannique. Il est sorti du Collège militaire royal du Canada en 1995 et dès lors sert comme commissioned officer du régiment blindé Lord Strathcona's Horse (Royal Canadians) dans l'Armée canadienne.
Il a été envoyé en Bosnie en 1997, puis a combattu en Afghanistan (d'abord à Kandahar en tant que capitaine d'un escadron de reconnaissance) de 2002 à 2007 où il est commandant d'un escadron blindé de Léopards au sein du 1er bataillon de groupe d'attaque du Royal Canadian Regiment. En 2010-2012, il est commandant du régiment Lord Strathcona's Horse (Royal Canadians). De 2012 à 2016, il commande le 1er Groupe-brigade mécanisé du Canada. Ensuite, il commande les forces canadiennes stationnées en Jordanie. Il est nommé en 2017 commandant de la 3e Division du Canada.
Le 24 juin 2019, Cadieu est nommé directeur de l'État-major interarmées stratégique (en anglais : Strategic Joint Staff) dont l'aspect renseignement est essentiel pour conduire des analyses stratégiques. Il est nommé fin août 2021 commandant de l'Armée canadienne (commandant des forces terrestres canadiennes); mais la cérémonie au cours de laquelle il devait officiellement recevoir ses pouvoirs le 7 septembre est annulée au dernier moment à cause d'une plainte à son endroit concernant une affaire sexuelle et déposée le 4 septembre,,, . L'enquête court à partir de faits ayant eu lieu dès 1994 au Collège militaire royal du Canada et Cadieu nie ces accusations.
Cadieu a quitté les Forces armées canadiennes le 5 avril 2022, après trente ans de services. Il s'est rendu en Ukraine. Cette décision fait suite à un ordre interdisant aux militaires canadiens de se joindre aux milliers d'étrangers arrivés récemment dans ce pays pour combattre l'invasion russe,. Même si auparavant, le Service national des enquêtes des Forces canadiennes (SNEFC) avait eu du mal à contacter Cadieu, les autorités militaires canadiennes étaient au courant de sa décision de se rendre en Ukraine et le SNEFC était en contact avec lui. La victime présumée de Cadieu a critiqué la décision de lui permettre de quitter le Canada pendant l'enquête, affirmant que la retraite de Cadieu de l'armée avait été gardée secrète. Société Radio-Canada a annoncé sa retraite le 20 avril.

### Forces armées ukrainiennes
Cadieu s'est rendu en Ukraine le 5 avril. Depuis, il fait l'objet de désinformation. Le 28 avril, l'agence de presse russe TASS a rapporté que le porte-parole de la milice populaire de la république populaire de Donetsk (RPD), Edouard Bassourine (en), a déclaré à la chaîne de télévision publique russe Pervi Kanal que Cadieu faisait partie des combattants ukrainiens assiégés dans l'aciérie d'Azovstal à Marioupol. Son nom est parfois écrit en russe : Кадиер, Kadier par les sources russophones.
Des affirmations concernant la présence de Cadieu au siège de Marioupol et à l'usine d'Azovstal ont circulé par la suite. Les rumeurs de sa tentative d'évasion par un tuyau d'égout, de sa capture par les Russes, de son implication antérieure dans le programme d'armes biologiques à Azovstal et de sa déportation à Moscou pour y être jugée sont toutes infondées. Aucune affirmation de ce genre n'a jamais été faite par un fonctionnaire russe,,,,,.
Le 15 juin, le bureau du Grand Prévôt des Forces canadiennes a déclaré que le SNEFC a porté deux chefs d'accusation d'agression sexuelle contre Cadieu,,. Cadieu est accusé d'avoir violé une femme de 18 ans en 1994, alors qu'ils étaient élèves-officiers. Dans un courriel au Ottawa Citizen, Cadieu déclare : « Je prends des dispositions pour revenir au Canada depuis l'Ukraine, et je continue de coopérer à ce processus, comme je l'ai fait depuis le début »,.

### Retour au Canada
Selon l'Ottawa Citizen du 24 juin 2022, Cadieu était de retour au Canada. Il a été arrêté puis relâché ; une comparution devant le tribunal de Kingston est prévue en août 2022. Un autre officier est également accusé d'avoir participé au même incident en 1994.